# Luciano Tovoli
Luciano Tovoli (Massa Marittima, 30 d'octubre de 1936) és un director de cinema i un director de fotografia italià. Amb una carrera de més de cinc dècades, és considerat un dels principals directors de fotografia d'Itàlia, col·laborant amb nombrosos cineastes aclamats com Michelangelo Antonioni, Francis Veber, Dario Argento, Ettore Scola, Andrei Tarkovsky, i Julie Taymor.
Tovoli ha estat director de fotografia de pel·lícules com Professione: reporter (1975), Suspiria (1977), Titus (1999). Ha estat durant molt de temps col·laborador de Barbet Schroeder, amb qui va treballar a El misteri Von Bulow (1990), Dona blanca soltera busca (1992), Abans i després (1996), Assassinat... 1, 2, 3 (2002), i Inju: The Beast in the Shadow (2008). És membre de la Societat Americana i Italiana de Cinematògrafs i membre honorari de la Societat Sueca de Cinematògrafs i la Federació Europea de Cinematògrafs.
El 1983 Tovoli va dirigir i coescriure Il Generale dell'armata morte basat en una novel·la d'Ismail Kadare, protagonitzada per Marcello Mastroianni i Anouk Aimée.

## Filmografia

### Director de fotografia
- Banditi a Orgosolo, dirigida per Vittorio De Seta (1961)
- Come l'amore, dirigida per Enzo Muzii (1968)
- ...e vennero in quattro per uccidere Sartana!, dirigida per Demofilo Fidani (1969)
- L'invitata, dirigida per Vittorio De Seta (1969)
- Una macchia rosa, dirigida per Enzo Muzii (1970)
- L'amante giovane, dirigida per Maurice Pialat (1972)
- Pane e cioccolata, dirigida per Franco Brusati (1974)
- Leonor, dirigida per Juan Luis Buñuel (1975)
- Professione: reporter, dirigida per Michelangelo Antonioni (1975)
- La donna della domenica, dirigida per Luigi Comencini (1975)
- Suspiria, dirigida per Dario Argento (1976)
- L'ultima donna, dirigida per Marco Ferreri (1976)
- El desert dels tàrtars, dirigida per Valerio Zurlini (1976)
- El misteri d'Oberwald, dirigida per Michelangelo Antonioni (1980)
- Il vizietto II, dirigida per Édouard Molinaro (1980)
- Il pap'occhio, dirigida per Renzo Arbore (1980)
- Bianco rosso e Verdone, dirigida per Carlo Verdone (1981)
- Oltre la porta, dirigida per Liliana Cavani (1982)
- Tenebre, dirigida per Dario Argento (1982)
- Bianca, dirigida per Nanni Moretti (1984)
- Police, dirigida per Maurice Pialat (1985)
- Fracchia contro Dracula, dirigida per Neri Parenti (1985)
- Matrimonio con vizietto (Il vizietto III), dirigida per Georges Lautner (1985)
- Due fuggitivi e mezzo, dirigida per Francis Veber (1986)
- Splendor, dirigida per Ettore Scola (1988)
- Love Dream, dirigida per Charles Finch (1988)
- Vanille fraise, dirigida per Gérard Oury (1989)
- Che ora è, dirigida per Ettore Scola (1989)
- El misteri Von Bulow, dirigida per Barbet Schroeder (1990)
- Il viaggio di Capitan Fracassa, dirigida per Ettore Scola (1991)
- Dona blanca soltera busca, dirigida per Barbet Schroeder (1992)
- L'orso di peluche, dirigida per Jacques Deray (1994)
- Kiss of Death, dirigida per Barbet Schroeder (1995)
- Lo Jaguar, dirigida per Francis Veber (1995)
- Abans i després, dirigida per Barbet Schroeder (1996)
- Mesures desesperades, dirigida per Barbet Schroeder (1998)
- El sopar dels idiotes, dirigida per Francis Veber (1999)
- Titus, dirigida per Julie Taymor (1999)
- Sortir de l’armari, dirigida per Francis Veber (2000)
- Assassinat... 1, 2, 3, dirigida per Barbet Schroeder (2002)
- Tais-toi !, dirigida per Francis Veber (2002)
- L'amore nascosto, dirigida per Alessandro Capone (2007)
- Inju, la bête dans l'ombre, dirigida per Barbet Schroeder (2007)
- Dracula 3D, dirigida per Dario Argento (2011)
- Amici miei - Come tutto ebbe inizio, dirigida per Neri Parenti (2011)
- Che strano chiamarsi Federico, dirigida per Ettore Scola (2013)
- Il padre di mia figlia, dirigida per Carlo Alberto Biazzi - Curtmetratge (2016)

### Director
- Il generale dell'armata morta (1983)

## Reconeixements
- 1976 - Nastro d'argento
  - Premi a la millor fotografia per Professione: reporter
- 1989 - Nastro d'argento
  - Premi a la millor fotografia per Splendor